# Tiefe Furchen
Tiefe Furchen ist ein deutscher Spielfilm der DEFA von Lutz Köhlert aus dem Jahr 1965. Er basiert auf Motiven des 1949 entstandenen gleichnamigen Romans von Otto Gotsche.

## Handlung
Unmittelbar nach dem Krieg kehrt der Kommunist Schuster nach langjähriger Gefangenschaft unter den Nazis in sein Dorf zurück. Seine ersten Begegnungen an der Dorfkirche sind verhalten, seine Frau ist tot, in seinem Haus lebt eine andere Familie. Bei Hübner und dessen Tochter Agnes findet er Aufnahme. Er sinniert über seine Leiden im Gefängnis, seinen Hass und seine Rachegefühle gegen die Mitläufer des Naziregimes, aber Agnes warnt ihn, dass man auch mit diesen Leuten weitermachen müsse.
Kurze Zeit später wird er vom Landrat als Bürgermeister eingesetzt. Bei einigen Dorfbewohnern stößt Schuster auf offene Ablehnung, andere wie Höhne und Hübner scharen sich um ihn und unterstützen sein Vorgehen. Zu seinen ersten Amtshandlungen gehört die Festnahme des unter Plünderungsverdacht stehenden Schwarzmeer-Deutschen und die Konfiszierung von Getreide auf dem Hof der Großbauernfamilie Winter zur Sicherstellung der Versorgung der Dorfbevölkerung. Frau Winter und Sohn Arthur können nur zusehen, wie die Säcke vom Futterboden geschleppt werden. Der bei Winters als Knecht angestellte Gebhard, der das Haus Schusters günstig ersteigert hatte und mit seiner Familie nun darin wohnt, hilft schon aus persönlicher Scham mit. Gebhards Sohn Georg und dessen Freund Arthur Winter jedoch sind vom faschistischen Geiste durchdrungen und stellen sich offen gegen die neue Zeit.
Als die Rote Armee ins Dorf einzieht, wird der Schwarzmeer-Deutsche freigelassen. Dieser verleumdet Schuster als Faschisten, so dass ihn die Sowjets als Bürgermeister ab- und den Schwarzmeer-Deutschen einsetzen. Über das 16-jährige Flüchtlingsmädchen Marianne, die als Dienstmagd auf dem Winter-Hof arbeitet, geraten Georg und Arthur in Streit. Arthur sah sie als Objekt seiner Lustbefriedigung, Georg entwickelt mit ihr eine echte Romanze.
Nach einem Handgemenge der Dorffrauen im Fleischerladen mit der neuen Bürgermeistersfrau um Lebensmittelkarten erkennt der russische Offizier durch klärende Worte des Soldaten Nikolai seinen Fehler, dem Schwarzmeer-Deutschen zu glauben, und Schuster übernimmt das Bürgermeisteramt wieder. Bei einer Dorfversammlung lässt Schuster von den Dorfbewohnern einen „Ausschuss der Antifaschisten“ zur Mitbestimmung vorschlagen, weil er eingesehen hat, dass er nicht alles allein regeln kann und die Unterstützung des Dorfes braucht. Sie organisieren die Einholung der Ernte für das Dorf auf dem Grundbesitz der Winters. Gebhard übernimmt auf Drängen von Schuster, Höhne und Hübner nach einiger Überlegung die Treuhänderschaft über das Gut der enteigneten Winters bis zu dessen Verteilung an die Kleinbauern.
Nach Ausrufung der Verordnung über die Bodenreform versammelt die Gräfin von Waalen, Großgrundbesitzerin des Rittergutes Waalen und Witwe eines Offiziers des Hitler-Widerstands, ihre Belegschaft und erklärt ihnen ihre Sicht auf das Unrecht der Bodenreform und die Nutzlosigkeit der Zersplitterung der landwirtschaftlichen Flächen. Sie erhält die Zustimmung der bei ihr beschäftigten Bauern für eine Petition gegen die Bodenreformverordnung, doch der ebenfalls anwesende Schuster agitiert dagegen.
Georg bereitet sich auf die mit Arthur geplante Flucht in die Amerikanische Besatzungszone vor, doch er wird beim Packen von seinen Eltern überrascht. Arthur legt als letzten Sabotageakt Feuer auf dem Gutshof Winter und tötet Marianne, die Zeugin seiner Tat wurde. Frau Winter weigert sich zu fliehen. Arthur rast allein mit dem Zweispänner davon. Das Feuer wird von den Dorfbewohnern entdeckt, bevor es sich ausbreiten kann. Der Anblick der toten Marianne läutert Georg.

## Produktion
Der Film war eine Produktion der DEFA-Gruppe „Roter Kreis“ und eine von nur sieben Co-Produktionen der DEFA mit dem DFF. Er erlebte am 2. September 1965 seine Premiere im DFF und im Kino in Neubrandenburg und war ein Beitrag zum 20. Jahrestag der Bodenreform.
Renate Krößner hatte mit Tiefe Furchen ihr Kinofilmdebüt.

## Kritik
Der film-dienst erkennt in dem Film eine „milieugerechte Schilderung der damaligen Zustände“, hält diese für „künstlerisch jedoch durch peinlich kolportagehafte Züge unter dem Durchschnitt“.